# Jurisprudence Schubert
Vous lisez un « article de qualité » labellisé en 2020.
La jurisprudence Schubert est un mécanisme du droit suisse relatif à l’application du droit interne violant le droit international. Elle découle de l’arrêt Schubert rendu par le Tribunal fédéral (TF) en 1973, et consacre la primauté du droit interne sur le droit international si le législateur a intentionnellement choisi d'y déroger.
Le Tribunal fédéral est l'instance judiciaire suprême de la Suisse, mais il ne peut pas annuler une loi fédérale contraire à la Constitution (Cst.) ou au droit international (principe de l'immunité des lois fédérales). L’apparition de la pratique Schubert est donc une tentative de conformer la volonté du législateur suisse et les obligations résultant du droit international, qui passent en principe avant le droit interne (conception moniste du droit suisse).
Cette pratique Schubert, très critiquée par la doctrine juridique, a été précisée et complétée au fil du temps, notamment en relation avec la Convention européenne des droits de l'homme (CEDH). Au début des années 2010, elle semble avoir été abandonnée, sans avoir été formellement annulée par le Tribunal fédéral.

## Contexte

### Monisme en Suisse
En matière de droit international, la Suisse dispose d'un système moniste,,,. Cela signifie qu'aux yeux des juges suisses, le droit interne (suisse) et le droit international forment un bloc unitaire ; le droit international fait partie intégrante du droit de l'ordre juridique interne. Il est opposé à un système dualiste, où le droit interne et le droit international sont deux blocs distincts. Dans un système dualiste, le droit international doit être traduit ou transposé dans le droit interne. La Constitution fédérale de 1999 indique par ailleurs que « la Confédération et les cantons respectent le droit international »,
Au niveau international, l'art. 26 de Convention de Vienne sur le droit des traités (CVDT) indique que « tout traité en vigueur lie les parties et doit être exécuté par elles de bonne foi » (principe de pacta sunt servanda). De plus, « une partie [à un traité] ne peut invoquer les dispositions de son droit interne comme justifiant la non-exécution d’un traité » (art. 27 CVDT). Cela signifie que lorsque la Suisse conclut un traité avec un autre pays, ou bien accède à une convention internationale (comme la CEDH par exemple), elle s'engage à respecter et exécuter les dispositions du traité ou de la convention,,.

### Contrôle des lois fédérales par le Tribunal fédéral
La Suisse est un état fédéral. Au niveau fédéral, le Tribunal fédéral (TF), l'autorité judiciaire suprême de la Confédération, ne dispose pas de juridiction constitutionnelle sur les lois fédérales. Cela signifie que le Tribunal fédéral ne peut pas invalider une loi fédérale si celle-ci est contraire à la Constitution fédérale (Cst.), comme pourrait le faire la Cour suprême américaine avec une loi fédérale américaine. De plus, la Constitution fédérale prescrit que le Tribunal fédéral doit appliquer les lois fédérales et le droit international.

## Historique

### Pratique de 1875 à 1933

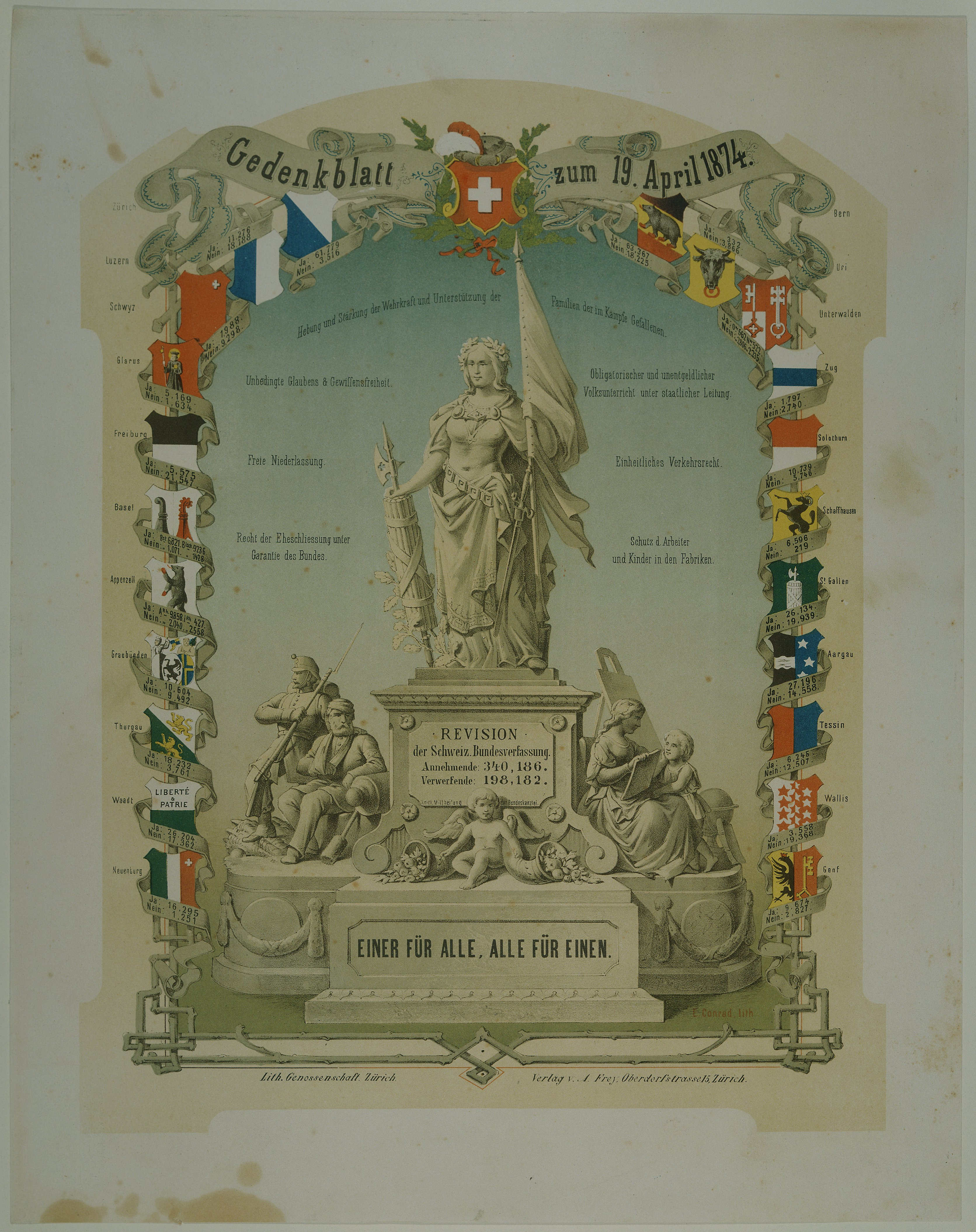
Affiche commémorative de la révision totale de la Constitution fédérale en 1874.

De 1875 (entrée en vigueur de la Constitution fédérale de 1874 et instauration du Tribunal fédéral) à 1933, la plus haute instance judiciaire suisse affirme le principe de primauté du droit international sur le droit interne, et ce comme une chose allant de soi. Cela s'illustre avec l'arrêt Spengler où Mon-Repos (siège du Tribunal fédéral à Lausanne) énonce qu'une convention internationale « lie les États contractants en vertu des principes universellement admis du droit des gens, et sans égard à leur législation nationale respective ».

### Arrêt Steenworden
Dès 1923, avec l'arrêt Lepeschkin, certains auteurs notent que le principe de primauté du droit international sur le droit interne (et par conséquent les lois fédérales) commence à faiblir,.
En 1933, le TF effectue un changement de paradigme avec l'arrêt Steenworden, influencé par une conception dualiste.
Dans les faits, Henri Steenworden, exploitant genevois de café-brasserie, joue quotidiennement des disques de gramophone dans son établissement. Les disques n'étant pas fabriqués en Suisse (sans que l'arrêt n'indique leur origine précise), la Société des auteurs, compositeurs et éditeurs de musique (SACEM) française l'assigne en justice pour une violation de droit d'auteur. Après avoir été condamné devant la Cour de justice civile de Genève, il fait recours devant le Tribunal fédéral. Dans son arrêt, le Tribunal fédéral mentionne la Convention de Berne pour la protection des œuvres littéraires et artistiques de 1886, sans que l'instance judiciaire mentionne quelle partie qui soulève son invocation (« Vainement prétendrait-on »).
En rappelant l'arrêt de 1923, le TF affirme ce qui suit :

« Si […] il y avait opposition entre une loi fédérale et une convention internationale réglant le même objet, la convention ne devrait pas forcément être préférée à la loi […] Leur opposition devrait être résolue comme une opposition entre deux textes de loi contradictoires, en vertu de la maxime « lex posterior derogat priori ». Conformément à cette maxime, […] la loi récente paralyse l'application en Suisse des dispositions contraires d'un traité plus ancien »

— ATF 59 II 331, consid. 3 p. 337 s.
Avec cet arrêt, le Tribunal fédéral applique le principe de lex posterior derogat legi priori (« la loi postérieure déroge à la loi antérieure ») dans la résolution de conflit entre le droit international et le droit national, appliquant par la suite parfois même le principe de lex specialis derogat legi generali (« la loi spéciale déroge à la loi générale »).

### Arrêt Lang et retour à la primauté du droit international en 1950

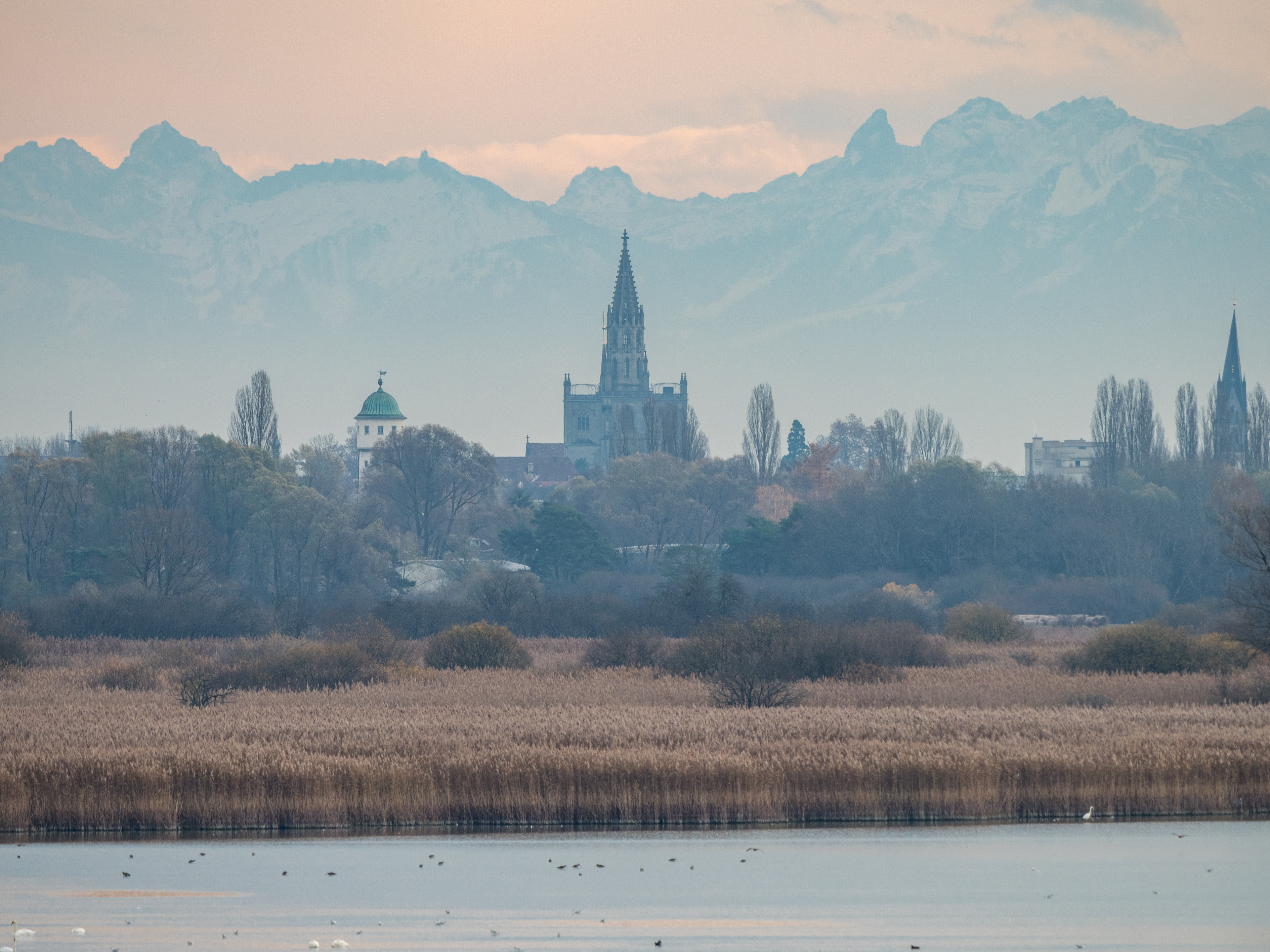
Ried à l'ouest de Constance, zone où l'incident entre les deux aviateurs Lang et Legler et les chasseurs a lieu.

Lang et Legler sont deux pilotes amateurs suisses qui effectuent des vols au-dessus du lac de Constance. Fin novembre 1947, une partie de chasse d'oiseaux est organisée en bateau entre Triboltingen (aujourd'hui Ermatingen), le Konstanzer Ried (rive allemande) et la Reichenaustrasse (au centre-ville de Constance). Les deux pilotes y voient une atteinte à leur droit de voler dans cette zone. Pour effrayer les chasseurs, ils effectuent une série de passages à basse altitude (jusqu'à dix mètres au-dessus du niveau de l'eau).
Ils sont condamnés au pénal en première instance devant le tribunal de district de Kreuzlingen en octobre 1948. Cette condamnation se base sur la Convention de Paris de 1919 portant réglementation de la navigation aérienne, un arrêté du Conseil fédéral et l'art. 237 ch. 2 du Code pénal suisse. Ils sont acquittés en appel devant la Cour suprême de Thurgovie en avril 1949, aux motifs, entre autres, que la Convention de 1919 ne contenait pas de dispositions pénales. Le ministère public thurgovien forme un recours en réforme devant le Tribunal fédéral contre cet acquittement.
Lors de ses délibérations sur l'arrêt Lang en 1950, la Cour de cassation pénale du Tribunal fédéral se penche sur la compatibilité entre la Convention de 1919 et les normes internes suisses. Dans son raisonnement, la Cour ne mentionne aucunement l'arrêt Steenworden. En revanche, il fait appel à un arrêt de 1931 (précédant donc Steenworden) pour affirmer que « Le droit des traités internationaux prime sur le droit fédéral »,.
Par l'arrêt Lang, le TF revient donc à la primauté du droit international sur le droit fédéral.

### Arrêt Frigerio

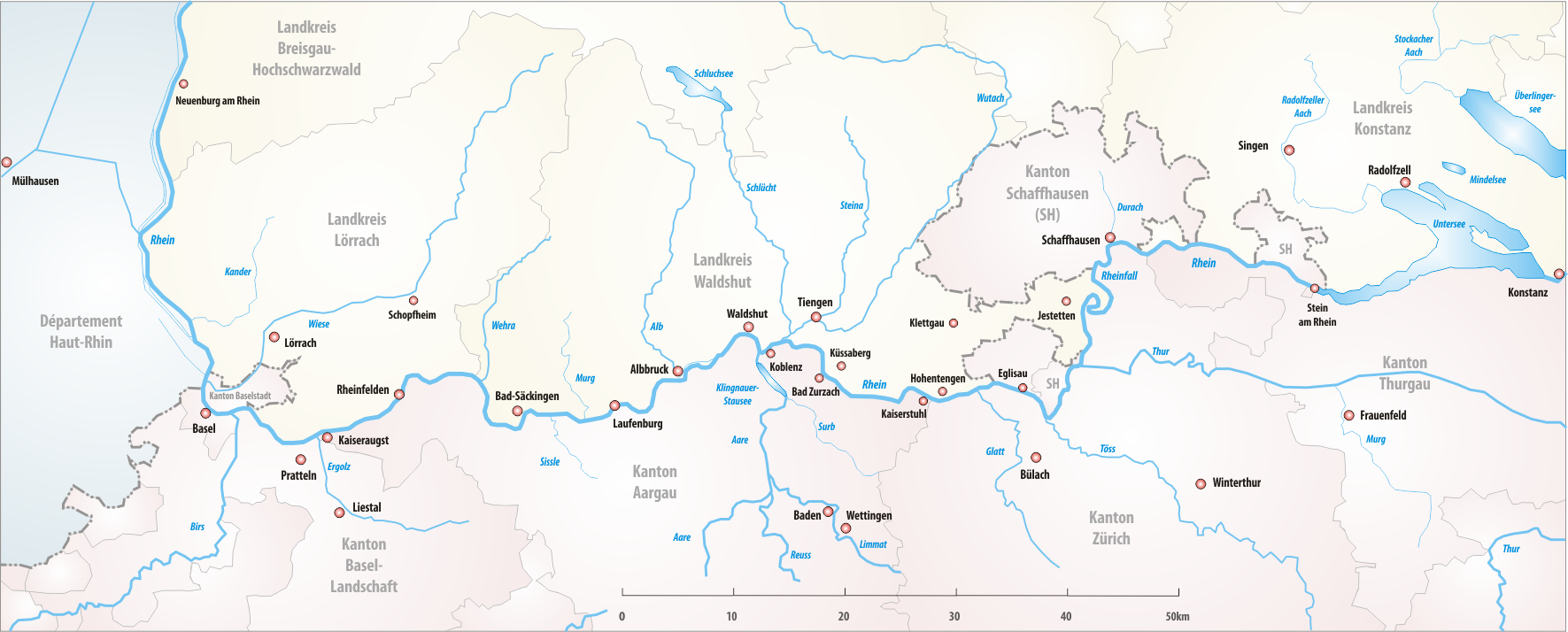
Carte de la région traversée par le Haut-Rhin, au cœur du litige porté par Frigerio.

En 1962, Max Frigerio, entrepreneur dans le transport fluvial sur le Rhin, obtient une concession pour transporter des passagers entre Tössegg (confluent de la Töss et le Rhin) et Rüdlingen. Par la suite, la concession est étendue en aval jusqu'à Eglisau. Le 31 octobre 1967, Frigerio dépose une requête auprès de l'alors Département des transports et communications et de l'énergie (aujourd'hui DETEC). Cette requête a pour but de faire constater que le trafic fluvial de passagers entre Neuhausen am Rheinfall (où sont les chutes du Rhin) et Bâle n'est pas du tout assujetti à l'octroi d'une concession.
Il base son raisonnement sur une convention signée entre la Suisse et le Grand-duché de Bade, datant du 10 mai 1879. Elle stipule à son article 1 :

« La navigation et le flottage sur le Rhin, de Neuhausen jusqu’en aval de Bâle, sont permis à tout le monde ; ils ne sont soumis qu’aux restrictions exigées par les prescriptions relatives aux impôts et aux douanes, ou par les nécessités de police pour la sûreté et la régularité des communications. »

Dans le cadre d'un obiter dictum, (remarque incidente) dans l'arrêt Frigerio, le TF laisse la porte ouverte à la possibilité de déroger au droit international. Il y affirme en effet que les traités de droit international sont en vigueur en Suisse, tant que le législateur ne se décide pas, de manière claire, à édicter une norme de droit interne qui leur serait contraire ; la voie est alors pavée pour l'adoption de l'arrêt Schubert,.

## Faits

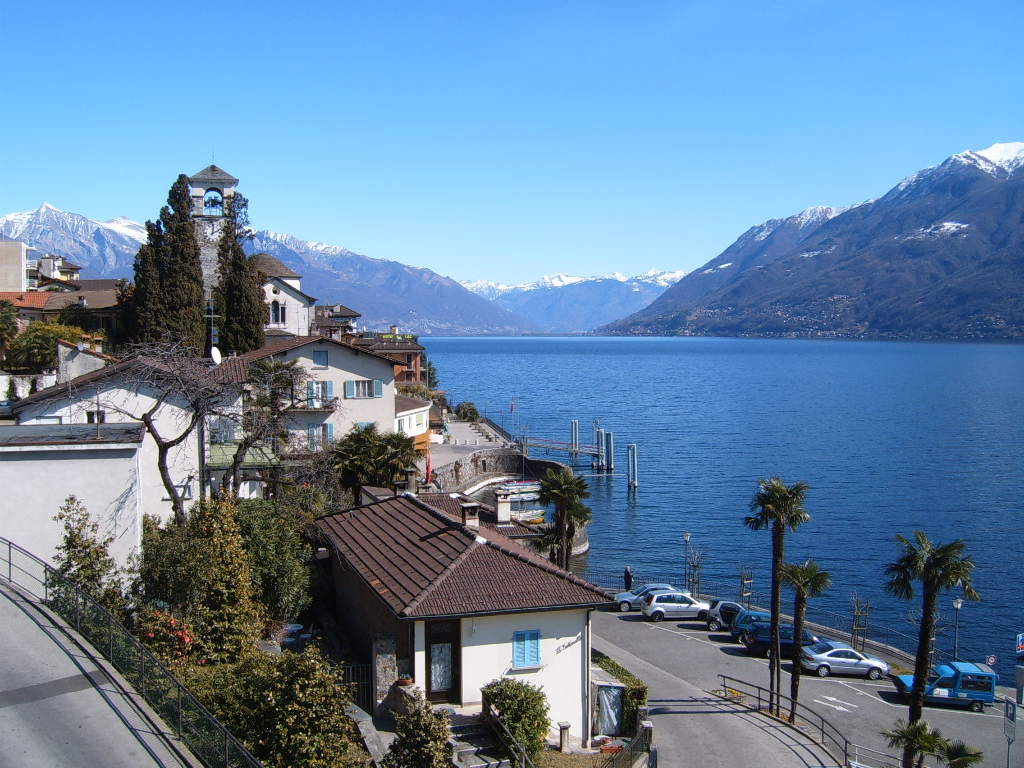
La commune de Brissago au Tessin.

En 1972, le recourant, Ernst Schubert, ressortissant autrichien domicilié à Vienne, est propriétaire de deux parcelles dans la commune de Brissago, au Tessin.
Le 22 mars 1972, Schubert acquiert d'une Suissesse installée aux États-Unis deux parcelles supplémentaires, dont l'une est attenante aux terrains qu'il possède déjà. Or depuis 1961 est en vigueur un arrêté fédéral (AF) qui régit les acquisitions par des résidents étrangers (précurseur de la loi fédérale sur l'acquisition d'immeubles par des personnes à l'étranger). Selon cet arrêté, l'achat d'immeubles en Suisse est sujet à autorisation de l'autorité cantonale, si l'acheteur a son domicile à l'étranger. Sur base de cet arrêté, l'autorité tessinoise compétente lui refuse l'autorisation d'acquérir.
Schubert décide d'attaquer la décision devant l'instance supérieure tessinoise (Commission cantonale de recours en matière d'acquisitions d'immeubles par des personnes résidant à l'étranger), mais cette commission maintient la décision, au motif que le recourant ne démontre pas un intérêt légitime suffisant requis par l'art. 6 AF de 1961.
Le ressortissant autrichien décide d'attaquer la décision par voie de recours au Tribunal fédéral. Il invoque pour se défendre un traité avec l'Autriche-Hongrie conclu en 1875, en particulier son article 2, qui stipule ce qui suit :

« En ce qui concerne l’acquisition, la possession et l’aliénation des immeubles et biens—fonds de tout genre, ainsi que la libre disposition de ces propriétés et le paiement des impôts, taxes et droits de mutation sur ces immeubles, les ressortissants de chacune des parties contractantes jouissent sur le territoire de l’autre, des mêmes droits que les nationaux »

— art. 2 du Traité de 1875.
Malgré son ancienneté et la dislocation de l'Autriche-Hongrie, le Traité de 1875 est toujours considéré comme valable, en vertu d'un échange de note de 1950 entre les gouvernements suisse et autrichien,.

## Arrêt Schubert

### Arguments des parties
Le recourant prétend qu'il y a conflit entre le Traité de 1875 et l'arrêté fédéral de 1961. Il avance que le Traité constitue une norme spéciale, contrairement à l'AF de 1961, qui serait une norme générale. Selon le principe lex specialis derogat legi generali, le Traité doit primer sur l'AF de 1961.
Il invoque en même temps d'autres violations du droit administratif fédéral, ces dernières étant toutefois rejetées par le TF.
La Commission cantonale et le DFJP proposent de rejeter le recours de Schubert.

### Décision du Tribunal fédéral

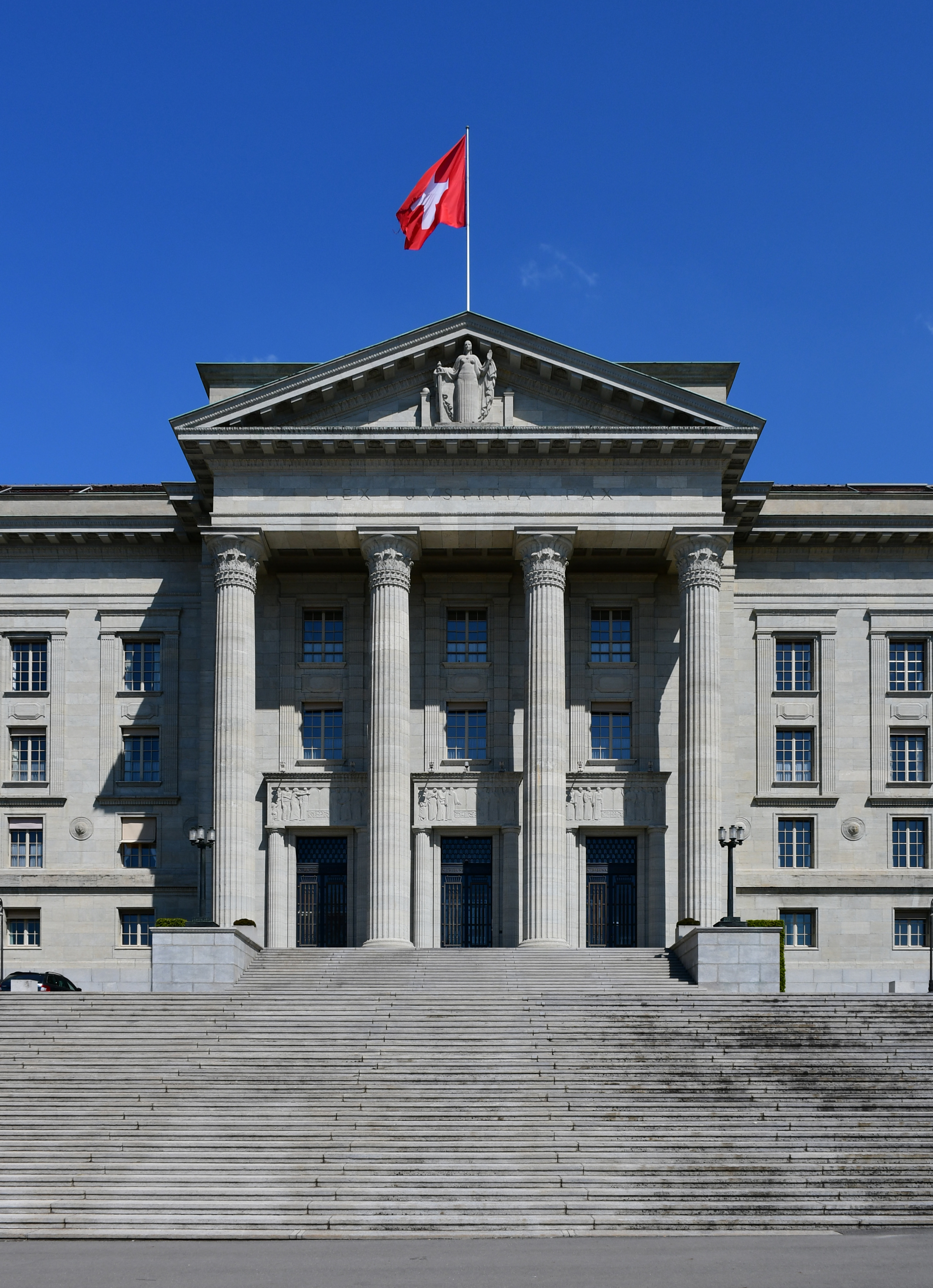
Entrée du Tribunal fédéral, à Mon-Repos (Lausanne).

Le Tribunal fédéral commence par rappeler l'arrêt Frigerio. Selon cet arrêt, le législateur fédéral entend maintenir la validité d'un traité international liant la Suisse, tant que le même législateur ne décide d'édicter, de manière consciente et volontaire, des normes de droit interne contraire au droit international. Le TF rappelle toutefois que le droit interne doit être interprété de manière conforme au droit international.
Tout en évoquant que le législateur est « source suprême du droit interne », le Tribunal fédéral affirme que cette possibilité de dérogation consciente de la part du législateur permet deux choses : d'une part, remédier à certaines rigidités quant à l'interprétation de la loi ; d'autre part, sauvegarder dans la pratique des intérêts particuliers à la Suisse qui seraient (aux yeux du Parlement) impérieux,.
Après une analyse des débats aux Chambres fédérales, les juges de Mon-Repos arrivent à la conclusion que le législateur suisse était pleinement conscient d'une potentielle violation de ses obligations internationales en adoptant l'AF de 1961.
Reconduisant les conclusions de l'arrêt Frigerio, le Tribunal fédéral applique l'arrêté fédéral, au détriment du Traité de 1875, en se justifiant de l'art. 113, al. 3 Cst. 1874,.

### Réception
L'arrêt Schubert est accueilli par une critique très nourrie de la part de la doctrine,,,, car « presque aussi souvent critiqué que cité ». Cet arrêt est décrit comme « notoirement pas clair », « questionnable » pour ne pas dire « ne convaincant pas », doté d'« incohérences », « créant de nouveau une insécurité juridique », « laissant une mauvaise sensation après [sa] lecture ». Il est considéré par certains auteurs comme l'arrêt « le plus controversé pour ce qui est de la question de la primauté du droit international ». Sassòli s'exprime en faveur de la pratique, mais la décrit comme déroutante ou confuse (« verwirrend »). Andreas Auer la voit comme une épée de Damoclès.
Selon certains auteurs, l'arrêt Schubert ne s'exprime que sur la question du rang du droit international dans l'ordre juridique suisse, pas sur sa validité ni sur son applicabilité,, même si de facto l'application de normes internationales est touchée. Dans cette ligne de pensée, l'arrêt n'affecte en rien la primauté du droit international aux yeux du droit international même.
Une partie de la doctrine considère les critères posés par l'arrêt Schubert tantôt comme restrictifs, tantôt comme ne pouvant être appliqués que très rarement (ce qui diminurait sa portée pratique).
Selon Baumann, il n'est pas clair dans quelle mesure l'arrêt et sa jurisprudence s'appliquent au droit international coutumier. Il considère que ni la jurisprudence (en général), ni la doctrine, ni la pratique ne font la différence entre droit des traités, droit coutumier et principes généraux du droit. En prenant la formulation de l'art. 190 Cst., il est possible d'affirmer que la pratique Schubert s'applique aussi au droit coutumier, car englobé dans la notion de « droit international ». Toutefois, Baumann soutient plutôt une différence entre le droit des traités (qui peut être l'objet de la jurisprudence Schubert) et le droit coutumier. En effet, le droit coutumier ne pourrait être changé que par la pratique entre États (« Staatenpraxis ») et non pas par les tribunaux d'un seul État.
Le Conseil fédéral et l'administration fédérale prennent note de la décision, tout en affirmant « qu'il n'appartient pas au juge [comprendre : le Tribunal fédéral] de censurer le législateur [l'Assemblée fédérale], alors que celui-ci a accepté d'assumer les conséquences d'une violation délibérée du droit international ». Le passage à la Constitution fédérale de 1999 ne change en rien cette jurisprudence. Le Conseil fédéral y voit, en 2010, un certain parallèle avec le droit américain et leur rapport au droit international.
Kälin ose une comparaison avec La Ferme des animaux de George Orwell en affirmant que les lois fédérales seraient, aux yeux du TF, plus égales que les traités internationaux (reprenant le fameux passage « All animals are equal, but some animals are more equal than others »). Wildhaber y voit le Tribunal fédéral recevant une patate chaude dans les mains, cherchant à s'en débarrasser le plus rapidement possible.

### Conséquences pour la Suisse
Cette pratique n'est pas sans conséquences pour la Suisse. Elle lui fait courir le risque de se retrouver en violation d'une disposition de droit international, ce qui peut conduire à une dénonciation du texte touché.
Une conséquence immédiate se manifeste en 1975 : l'Autriche essaye de trouver une solution avec la Confédération pour remédier à cette situation, sans succès. En conséquence, l'Autriche informe la Suisse en mai que l'art. 2 du Traité de 1875 (garantissant l'égalité de traitement) n'est plus appliquée par Vienne par manque de garantie sur la réciprocité de la part de Berne,.
L'administration fédérale reconnaît dès 1989 que la crédibilité de la Suisse sur la scène serait remise en cause si le TF se borne « à affirmer le principe de la primauté du droit international uniquement quand ce dernier ne [...] pose aucun problème [à la Suisse] ». De plus, en 2010, le Conseil fédéral répète que la responsabilité de la Suisse peut être engagée si la jurisprudence Schubert est appliquée dans un cas futur.

## Développements de la pratique

### Confirmation et contradiction
Le Tribunal fédéral confirme sa pratique décidée dans l'affaire Schubert plusieurs fois,. C'est le cas en 1986, 1991 et 1992, et ce, en ignorant le débat doctrinal intervenu à partir de 1973.
Le TF a toutefois mentionné et réaffirmé, dans le cadre d'obiter dicta, la primauté du droit international sur le droit interne, sans mentionner l'arrêt Schubert, notamment en 1996, où il affirme ce qui suit :

« Le principe de la primauté du droit international sur le droit interne découle de la nature même de la règle internationale, hiérarchiquement supérieure à toute règle interne, de sorte que l'argument tiré de la lex posterior est inapplicable. »

— ATF 122 II 485    du 1er novembre 1996 [lire en ligne], consid. 3a p. 355.
L'arrêt de 1996, commenté par Astrid Epiney, est identifié comme se dissociant de la jurisprudence Schubert, et ceci « à la surprise du lecteur/de la lectrice ».

### Exception dans le domaine des droits humains
La jurisprudence Schubert est partiellement relativisée dans le droit des droits humains, lors de l'arrêt PKK de 1999.

#### Arrêt PKK

Drapeau du Parti des travailleurs kurdes (PKK).

En 1997, l'Administration fédérale des douanes saisit à Riehen (commune du canton de Bâle-Ville, à la frontière avec l'Allemagne) du matériel de propagande du Parti des travailleurs du Kurdistan (PKK). Par la suite, le Ministère public de la Confédération ouvre une enquête pénale pour violation de l'article 1 de l'arrêté du Conseil fédéral sur la propagande. Ayant formulé un recours contre la procédure, les requérants font valoir devant le Tribunal fédéral une violation de l'article 6 de la Convention européenne des droits de l'homme (CEDH), en l’occurrence droit à un procès équitable.
Dans ses considérants, la Ire cour de droit public s'attaque au conflit entre la norme de droit interne suisse et l'article 6 CEDH. À titre liminaire, le TF réaffirme que le droit international lie tous les organes étatiques et qu'une norme interne violant le droit international ne peut être appliquée. Autrement dit, l'administration et les tribunaux doivent se conformer au droit international et ne peuvent pas en refuser l'application (une manifestation du monisme). Cette non-application du droit interne (en faveur du droit international) a en particulier lieu d'être si cela sert la protection des droits humains, relativisant dans la phrase suivante le principe énoncé dans Schubert,,.
Le TF considère dès lors qu'une loi fédérale, édictée après l'entrée en vigueur d'un texte international relatif aux droits humains liant la Suisse (comme la CEDH), ne saurait être appliquée si elle viole les droits humains. La pratique est confirmée et renforcée, par le TF dans des arrêts successifs, comme en 2002, 2010 ou encore en 2018, rendant inopérante la pratique Schubert dans le domaine des droits humains.

#### Réception de l'arrêt PKK
Certains auteurs critiquent le manque de clarté de l'arrêt PKK, car selon eux, le TF cache ses réelles intentions. Une piste, selon Baumann et l'administration fédérale,, serait la volonté du TF d'effectuer une sorte de contrôle préventif afin d'éviter une condamnation par la CourEDH. En effet, si la CourEDH établit une violation de la Convention par la Suisse, cette dernière est obligée de se conformer à l'arrêt rendu par Strasbourg (siège de la CEDH) et de prendre des mesures pour faire cesser la violation. De plus, certains auteurs accusent le TF de dériver la primauté du droit international d'un texte touchant les droits humains, et non pas à cause du principe (plus général et reconnu internationalement) de pacta sunt servanda (ces auteurs retenant la justification dogmatique comme peu convaincante).
En termes de droits humains en Suisse, certaines auteures critiquent cet arrêt car il crée deux catégories de droits humains : l'une contenant les droits protégés par la CourEDH et par la Constitution fédérale (et par conséquent bénéficiant de l'arrêt PKK), l'autre les droits seulement garantis par la Constitution fédérale (ne bénéficiant pas de l'arrêt PKK et pouvant être derogé par une loi fédérale).
Tout en reconnaissant sa signification sur le papier, d'autres auteurs encore remettent en doute la portée pratique de l'arrêt PKK, car celui n'est que rarement invoqué par Mon-Repos (siège du Tribunal fédéral).
Le Conseil fédéral considère l'arrêt PKK comme « l'exception à l’exception » Schubert. Il se joint en revanche à une partie de la doctrine quant à la portée pratique de l'arrêt. En effet, il considère que peu nombreux sont les arrêts après 1997 qui, invocant l'arrêt PKK, donne la primauté à un traité international face à une loi fédérale contraire.

### Exception dans le domaine de l'ALCP
Dans un autre arrêt de 2007, le Tribunal fédéral prétend, toujours dans un obiter dictum, que l'accord sur la libre circulation des personnes (ALCP) ratifié par la Suisse lors d'une consultazione popolare (« consultation populaire » en italien) jouit d'une légitimité démocratique affirmant leur primauté face à une norme contraire de droit interne. Cette conclusion est balayée par la doctrine, retenant le critère de la légitimité démocratique tout aussi applicable pour les lois adoptées par référendum,. En effet, les lois fédérales édictées par l'Assemblée fédérale peuvent aussi être portées devant le peuple pour approbation, si 50 000 signatures sont récoltées en 100 jours après la publication de ladite loi à la Feuille fédérale (possibilité du référendum facultatif).
Toutefois, dans le même arrêt, la Ire cour de droit social identifie dans l'ALCP certaines dispositions relevant des droits humains (dont le principe de non-discrimination prévu à l'art. 9, al. 3, de son annexe 3) et par conséquent peut jouir d'une extension du champ d'action de l'arrêt PKK,. Cette jurisprudence est confirmée par la suite en 2015, dans un arrêt de la IIe cour de droit public, considéré par certains auteurs comme « très controversé »,. Le Tribunal administratif fédéral semble vouloir confirmer cette jurisprudence dans un arrêt de 2018, alors qu'un recours contre ce dernier arrêt est pendant devant le TF, ce qui est toujours le cas en juillet 2020.

### Hésitations en 2010

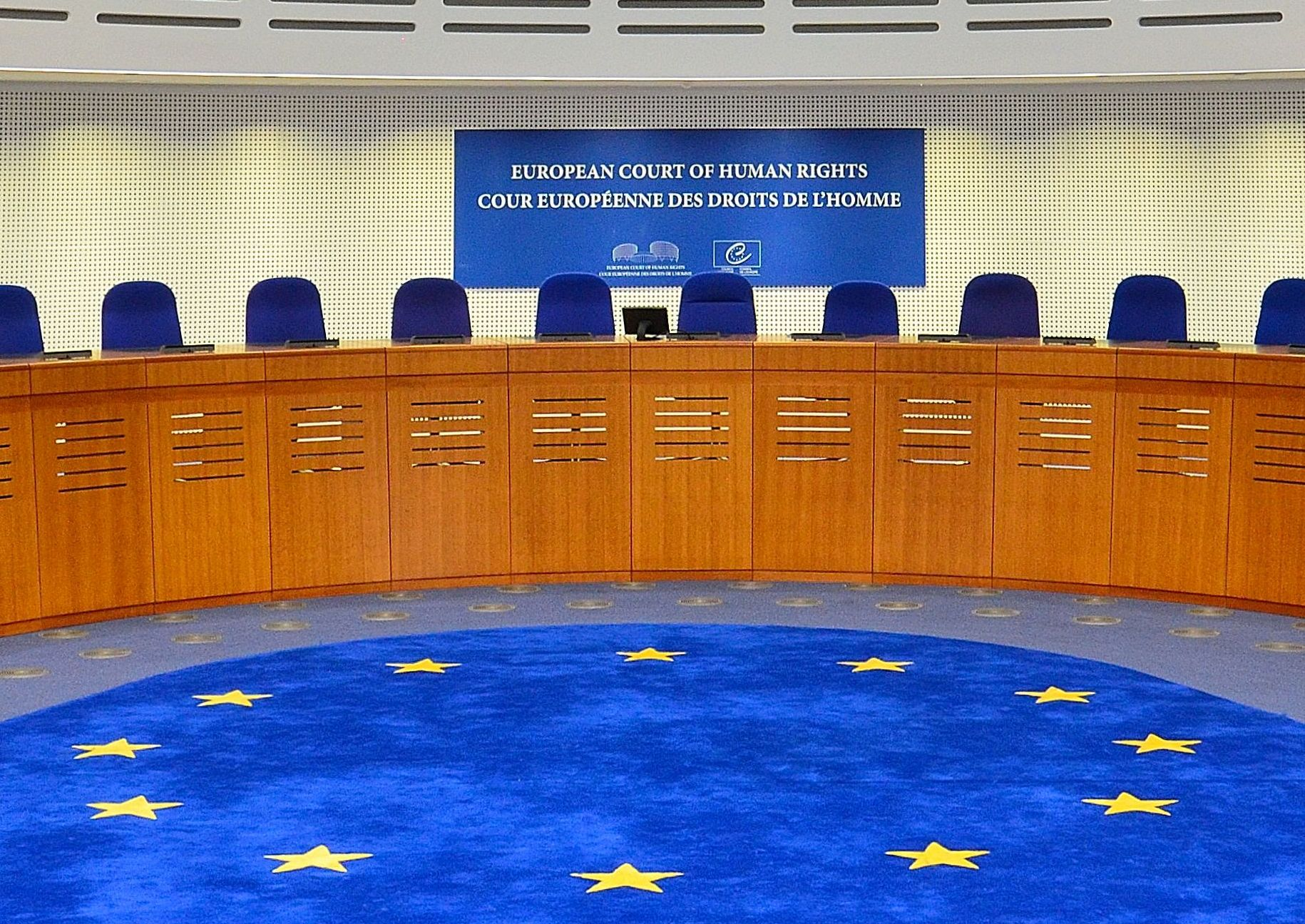
La salle d'audience de la Cour européenne des droits de l'homme (CourEDH), à Strasbourg, chargée de faire respecter la Convention européenne des droits de l'homme (CEDH).

Au cours d'une même année, en 2010, le Tribunal fédéral montre une indécision sur la validité à donner à la jurisprudence Schubert.
Dans un premier arrêt (de la IIe cour de droit civil) ayant pour objet une norme du Code civil et la CEDH, Mon-Repos tente d'annuler sa décision de principe de l'arrêt PKK et d'appliquer la jurisprudence Schubert de nouveau au domaine des droits humains.
Dans un second arrêt (décidé le lendemain par la IIe cour de droit public), le TF (re)confirme la jurisprudence PKK et étend la primauté sur le droit suisse à tout le droit international contenant des droits fondamentaux,,. Pour se justifier de cette extension, le TF se réfère à un arrêt de 1996 (donc trois ans avant l'arrêt PKK) en lien avec une demande d'extradition pénale. Toutefois, le TF insère la locution « en principe » dans le principe de ce second arrêt, ce qui laisse selon certains commentateurs la porte ouverte à de nouvelles exceptions. Cela n'empêche pas certains auteurs d'affirmer que ces hésitations ont lieu au détriment de la sécurité juridique.
Une origine possible à ses hésitations serait un conflit entre les civilistes et les publicistes peuplant le Tribunal fédéral quant au rôle et la jurisprudence expansive de la CourEDH, les premiers demandant plus de « self-restraint » (retenue ou modération) des juges strasbourgeois comparés aux seconds,.
Ces deux arrêts de 2010 ne sont toutefois pas mentionnés dans le rapport du Conseil fédéral sur le rapport entre droit international et droit interne, publié à la Feuille fédérale pourtant quelques mois après la publication desdits arrêts.

### Fin de la jurisprudence Schubert en 2012?
À la suite de l'adoption de l'initiative populaire « Pour le renvoi des étrangers criminels » en 2010, le Tribunal fédéral est confronté de nouveau à un conflit entre le droit national et le droit international (ici de nouveau avec la CEDH).
Dans un arrêt d'octobre 2012, il est confronté au nouvel article constitutionnel 121 al. 3-6 Cst. 1999, qui est en contradiction avec le droit international, constituant une situation nouvelle (car la jurisprudence Schubert ne s'occupe que du conflit entre loi fédérale et droit international).
Le TF affirme ce qui suit, après avoir rappelé la jurisprudence Schubert et l'arrêt PKK (qui ne touchent que des lois fédérales et non directement la Constitution) : « En conséquence, une loi fédérale contraire au droit international demeure en principe inapplicable »,. Certains auteurs y voient là un signal indiquant que la jurisprudence Schubert appartient au passé, alors que d'autres ne peuvent pas affirmer son abandon avec l'arrêt de 2012,,,. Un tel abandon nécessite, aux yeux de certains, « un renversement formel et confirmé par d’autres arrêts ultérieurs ».
Une partie de la doctrine critique le Tribunal fédéral pour ces développements dans les années 2010, le taxant d'être incohérent dans sa pratique et de tarder à prendre une position claire. Andreas Auer exhorte la doctrine à continuer d'exiger la fin de la pratique.
Fin 2019, le Tribunal fédéral refuse de s'exprimer sur l'actualité de la jurisprudence Schubert. En 2020, dans deux arrêts, un premier en janvier, un second en juillet, le TF mentionne de nouveau cette jurisprudence, mais ne l'applique pas dans les cas d'espèce.

## Réception politique et influence

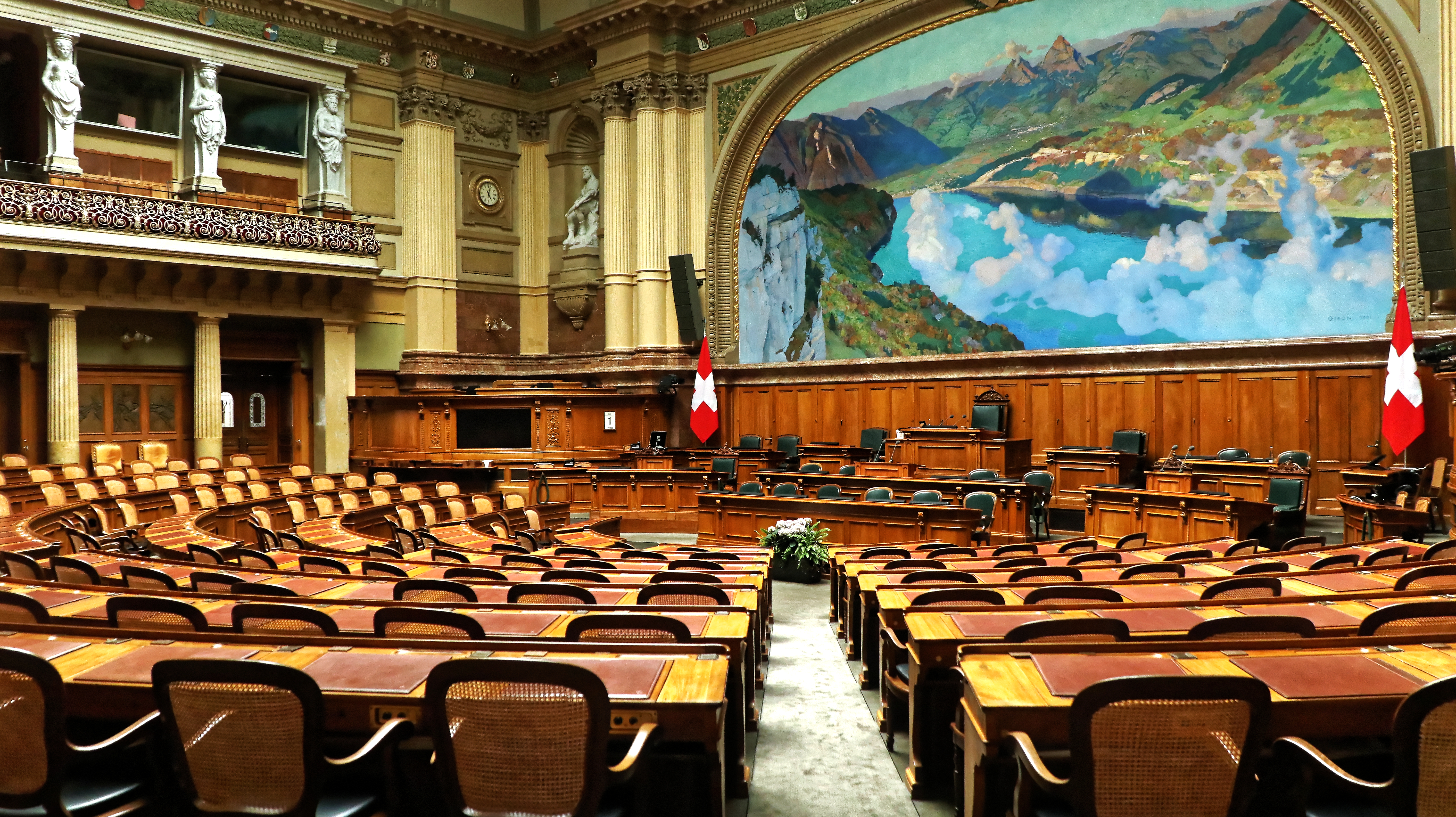
La salle du Conseil national.

La pratique Schubert a exercé un certain attrait sur les parlementaires et politiciens sceptiques par rapport à la primauté du droit international ou au pouvoir des tribunaux internationaux comme la CourEDH.

### Débat lors de la révision totale de la Constitution fédérale
Dans son message sur la révision totale de la Constitution fédérale en 1996, le Conseil fédéral mentionne la jurisprudence Schubert : une première fois dans le contexte de l'art. 4 al. 1 du projet (P-Cst. ; aujourd'hui repris dans l'art. 5 al. 4 Cst. 1999) et une deuxième fois dans le cadre du « maintien de la primauté des traités internationaux » et le conflit entre loi fédérale et droit international (sans commenter la jurisprudence).
Lors des débats parlementaires sur le P-Cst., les Chambres fédérales l'aborde plusieurs fois.
La jurisprudence reste une importante clef pour comprendre les relations entre le droit suisse et le droit international.
Dans le système de la démocratie directe suisse, les conflits entre la volonté populaire et les obligations découlant de traités et principes internationaux sont possibles ; à cet égard, le mécanisme Schubert est souvent vu comme une solution.

### Objets parlementaire déposés par l'UDC
À mesure de la réduction de la portée de la jurisprudence, plusieurs parlementaires fédéraux ont tenté de faire inscrire Schubert dans la loi ou la Constitution. Ainsi, le conseiller national agrarien saint-gallois Lukas Reimann propose en 2008 de créer une « base constitutionnelle pour la pratique Schubert ».
Dans sa réponse, le Conseil fédéral souligne que les auteurs de la Constitution de 1999 ont souhaité volontairement ne pas se prononcer, de façon à consacrer le principe de la primauté du droit international, tout en laissant ouvert la possibilité de quelques exceptions. La motion est rejetée par le Conseil national en 2010.
Reimann réitère sa proposition en 2016, notamment à cause de l'arrêt sur le renvoi des criminels étrangers : il lui est rétorqué que la codification de la pratique Schubert, trop rigide, présente des dangers pour la mise en œuvre du droit international. Là encore, le Conseil national refuse de donner suite en 2017.
Le groupe UDC tente également en 2009 de faire inscrire dans la Constitution l'idée que « lorsqu'il y a contradiction entre un ancien traité international ou une autre norme du droit international et une nouvelle loi fédérale, le Tribunal fédéral doit s'en tenir à cette dernière ».
La Commission des institutions politiques du Conseil national (CIP-N) répond que la flexibilité de la solution jurisprudentielle est plus adaptée à des solutions au cas par cas.
Le Conseil national décide en 2010 de ne pas donner suite.
Le conseiller national agrarien grison Luzi Stamm propose lui en 2013 la primauté du droit national, avec une certaine codification de la pratique Schubert.
Il propose notamment que le TF applique systématiquement un traité international seulement si celui-ci ait été sujet à référendum. Cette initiative parlementaire est refusée par le Conseil national, refusant de lui donner suite en 2014.
La controverse culmine lors des débats sur la votation de l'initiative populaire sur les « juges étrangers ».
À l'Assemblée fédérale, qui discute d'un possible contre-projet, il est évoqué l'idée de « réanimer Schubert », mais le projet est à nouveau désavoué, notamment pour protéger la crédibilité de la Suisse sur la scène internationale.